# Anja Blieninger
Anja Blieninger (* 15. Juni 1981 in Garmisch-Partenkirchen) ist eine ehemalige deutsche Skirennläuferin. Sie war auf die Technikdisziplinen Riesenslalom und Slalom spezialisiert.

## Biografie
Blieninger stand im Alter von zweieinhalb Jahren erstmals auf Skiern. Trainiert von ihrem Vater fuhr sie mit fünf Jahren bei einem Zwergerlrennen zum ersten Sieg. Im Dezember 1996 bestritt sie ihr erstes FIS-Rennen. Ein Kreuzbandriss mit Meniskusschaden, den sie zu Beginn der Saison 1997/98 erlitt, unterbrach ihren Werdegang. Blieninger bestritt als 17-Jährige im Januar 1999 ihr erstes Europacuprennen und gab im Februar 2001 beim Slalom im heimischen Garmisch-Partenkirchen ihr Debüt im Weltcup. Zunächst blieb sie ohne durchschlagenden Erfolg. In der Saison 2002/03 riss erneut ein Kreuzband und Blieninger kehrte erst im November 2003 in den Wettkampf zurück.
Einen ersten Höhepunkt ihrer Karriere erlebte Blieninger in der Europacup-Saison 2004/05. Sie platzierte sich zwischen Mitte Januar und Anfang März 2005 in sieben Rennen unter den besten zehn und feierte im Slalom von Lenggries ihren ersten und einzigen Europacupsieg. Am Ende der Saison lag sie auf Rang vier der Gesamtwertung und Platz drei im Slalomklassement. Im Dezember 2004 rückte sie in den Weltcupkader des DSV auf und holte gleich zu Beginn mit Rang 21 im Riesenslalom von Semmering ihre ersten Weltcuppunkte. Im Januar 2006 erzielte sie bei den aufeinanderfolgenden Rennen in Zagreb-Sljeme und Maribor mit Rang 14 und 12 ihre besten Weltcupergebnisse. Mit diesen Leistungen qualifizierte sie sich für die Olympischen Winterspiele in Turin, doch eine Woche vor Beginn der Spiele zog sie sich in Ofterschwang beim Einfahren einen Bruch des rechten Handgelenks, eine Bänderverletzung am Rücken und eine Schädelprellung zu, weshalb sie für den Rest der Saison ausfiel.
Im Oktober 2007 folgte die nächste schwere Verletzung, als sich Blieninger beim Training am Hintertuxer Gletscher das linke Schienbein brach. Zu Beginn der Saison 2008/09 kehrte sie wieder in den Wettkampf zurück, doch im Januar 2009 erlitt Blieninger erneut einen Kreuzbandriss. In der Saison 2009/10 blieb sie ohne Verletzungen und gewann mit zwei 21. Plätzen in den Slaloms von Aspen und Maribor wieder zweimal Weltcuppunkte. Im folgenden Winter 2010/11 bedeutete eine neuerliche schwere Verletzung das Karriereende für Blieninger. Sie erlitt am 10. Dezember 2010 im Europacupslalom von Gressoney ihren vierten Kreuzbandriss und weitere Verletzungen im Knie, worauf sie ihre Karriere aus gesundheitlichen Gründen beenden musste.

## Erfolge

### Weltcup
- 2 Platzierungen unter den besten 15

### Europacup
- Saison 2004/05: 4. Gesamtwertung, 3. Slalomwertung, 8. Riesenslalomwertung
- 4 Podestplätze, davon 1 Sieg (Slalom in Lenggries am 20. Januar 2005)

### Juniorenweltmeisterschaften
- Verbier 2001: 23. Abfahrt, 32. Riesenslalom

### Weitere Erfolge
- Deutsche Vizemeisterin im Riesenslalom 2005
- 3 Siege in FIS-Rennen